# Малое Палосъярви
Малое Палосъярви — озеро на территории Паданского сельского поселения Медвежьегорского района Республики Карелии.

## Общие сведения
Площадь озера — 1,4 км². Располагается на высоте 145,4 метров над уровнем моря.
Форма озера лопастная, продолговатая: вытянуто с северо-запада на юго-восток. Берега каменисто-песчаные, местами заболоченные.
Через озеро течёт река Пелкула, протекающая ниже через озеро Пелкульское и втекающая с правого берега в реку Волому, впадающую в Сегозеро.
В северо-западную оконечность озера впадает протока, текущая из озера Большого Палосъярви
В озере расположено не менее пяти безымянных островов различной площади.
К западу от озера проходит дорога местного значения.
Код объекта в государственном водном реестре — 02020001111102000007673.

## Панорама

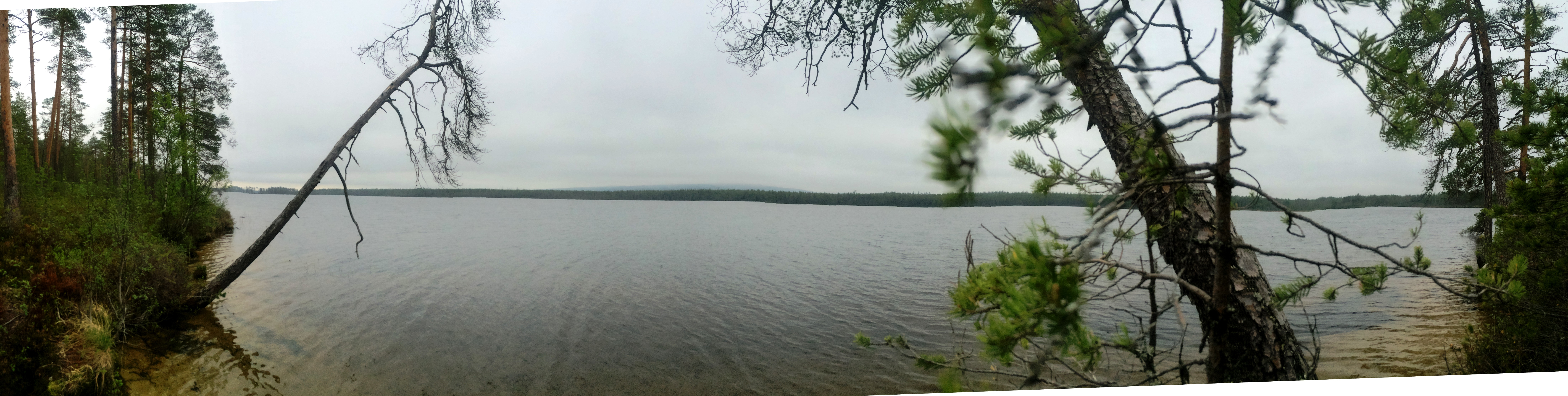
Панорама